# Death Before Dishonor 2025
Death Before Dishonor 2025 será un evento de lucha libre profesional coproducido por la promoción estadounidense Ring of Honor (ROH) y All Elite Wrestling (AEW). tendrá lugar el 5 de septiembre de 2025 en el 2300 Arena de Philadelphia, Pennsylvania. Es el vigesimosegundo evento en la cronología de Death Before Dishonor.

## Producción
Death Before Dishonor es un evento de lucha libre profesional, celebrado anualmente por la empresa estadounidense Ring of Honor. El primer evento se celebró en 2003, y es tradicionalmente uno de los eventos más importantes de ROH en el año.
Se anunció que Death Before Dishonor tendría lugar el 11 de julio de 2025 en el Esports Stadium Arlington de Arlington, Texas. Sin embargo, el 22 de abril, el evento se reprogramó para el 5 de septiembre. La ubicación también se cambió al 2300 Arena de Philadelphia, Pennsylvania.

## Luchas Pactadas
- Campeonato Mundial de ROH: Bandido (c) vs. Hechicero.
- Campeonato Mundial Femenino de ROH: Athena (c) vs. Mina Shirakawa.
  - El Campeonato Mundial Televisivo Femenino Interino de ROH de Shirakawa no estará en juego
- Campeonato Puro de ROH: Lee Moriarty (c) vs. Xelhua.